# Kleinschnittger
A Kleinschnittger az egyik sikeres NSZK-beli törpeautó volt. 1950 és 1957 között gyártotta Paul Kleinschnitteger német mérnök (1909–1989) vállalkozása, az arnsbergi Kleinschnittger Werk.
A nyitott, kétüléses karosszériával rendelkező Kleinschittgert 123 cm³ lökettérfogatú, egyhengeres, kétütemű motor hajtotta, amelynek fogyasztása 100 km-re csak 3 liter volt. A kocsit Belgiumban Kleinstwagen néven értékesítették.

## Képgaléria

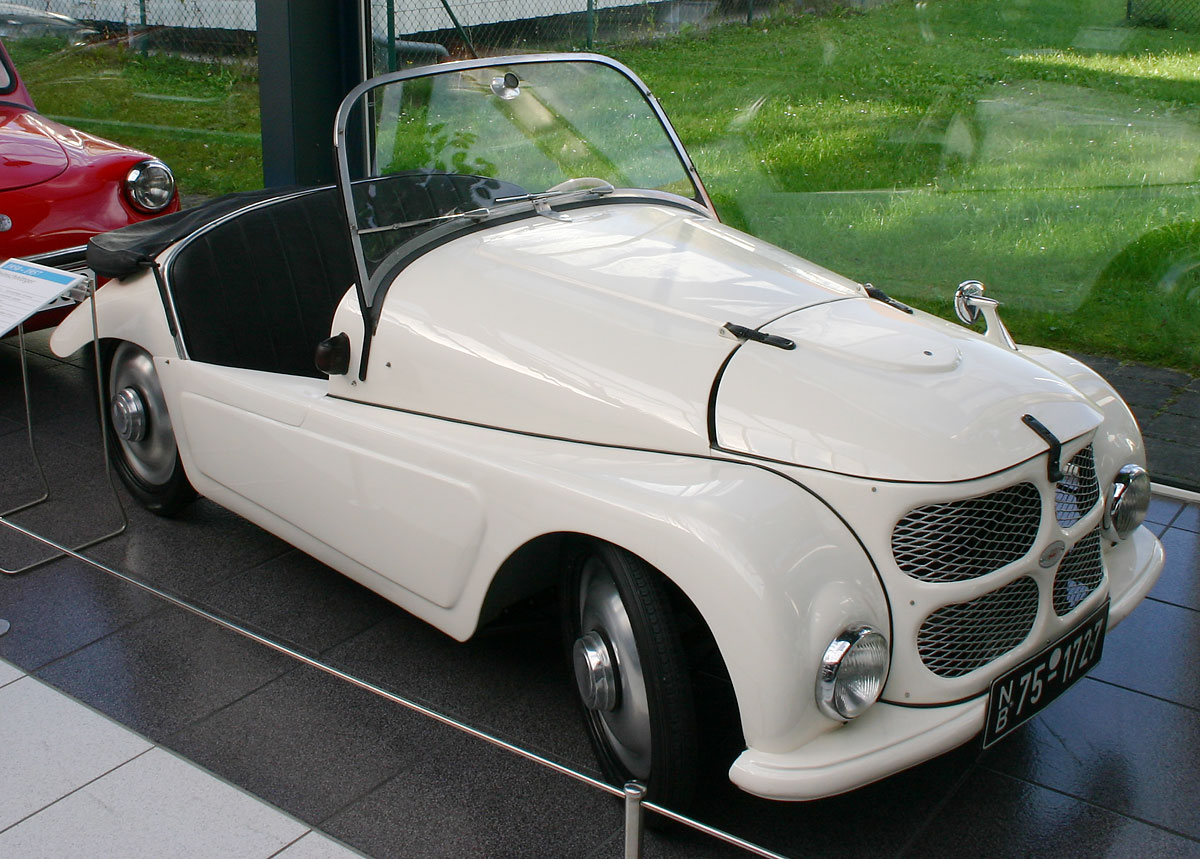
Kleinschnittger F 125
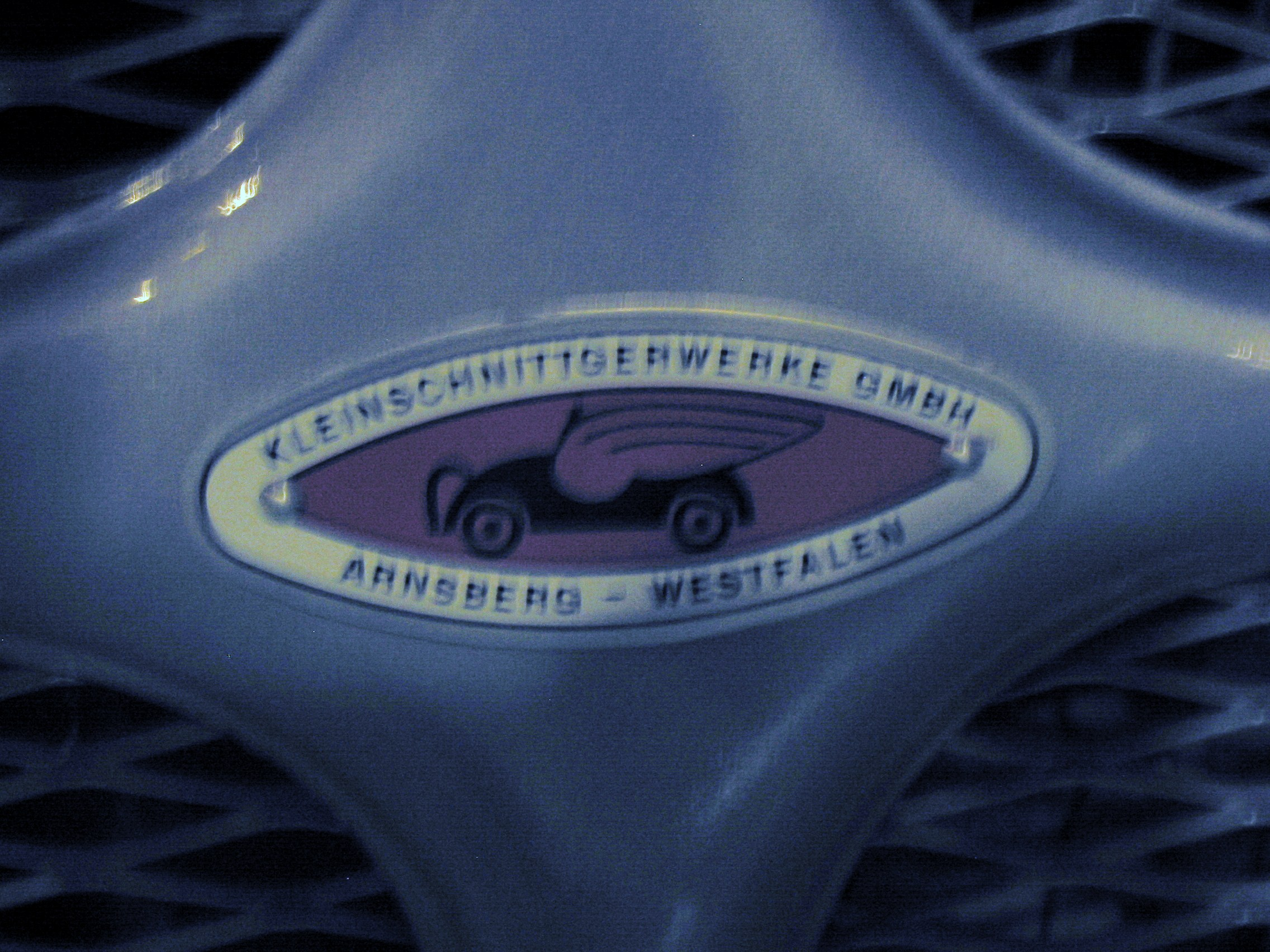
A Kleinschnittger emblémája